# Niels Ebbesen

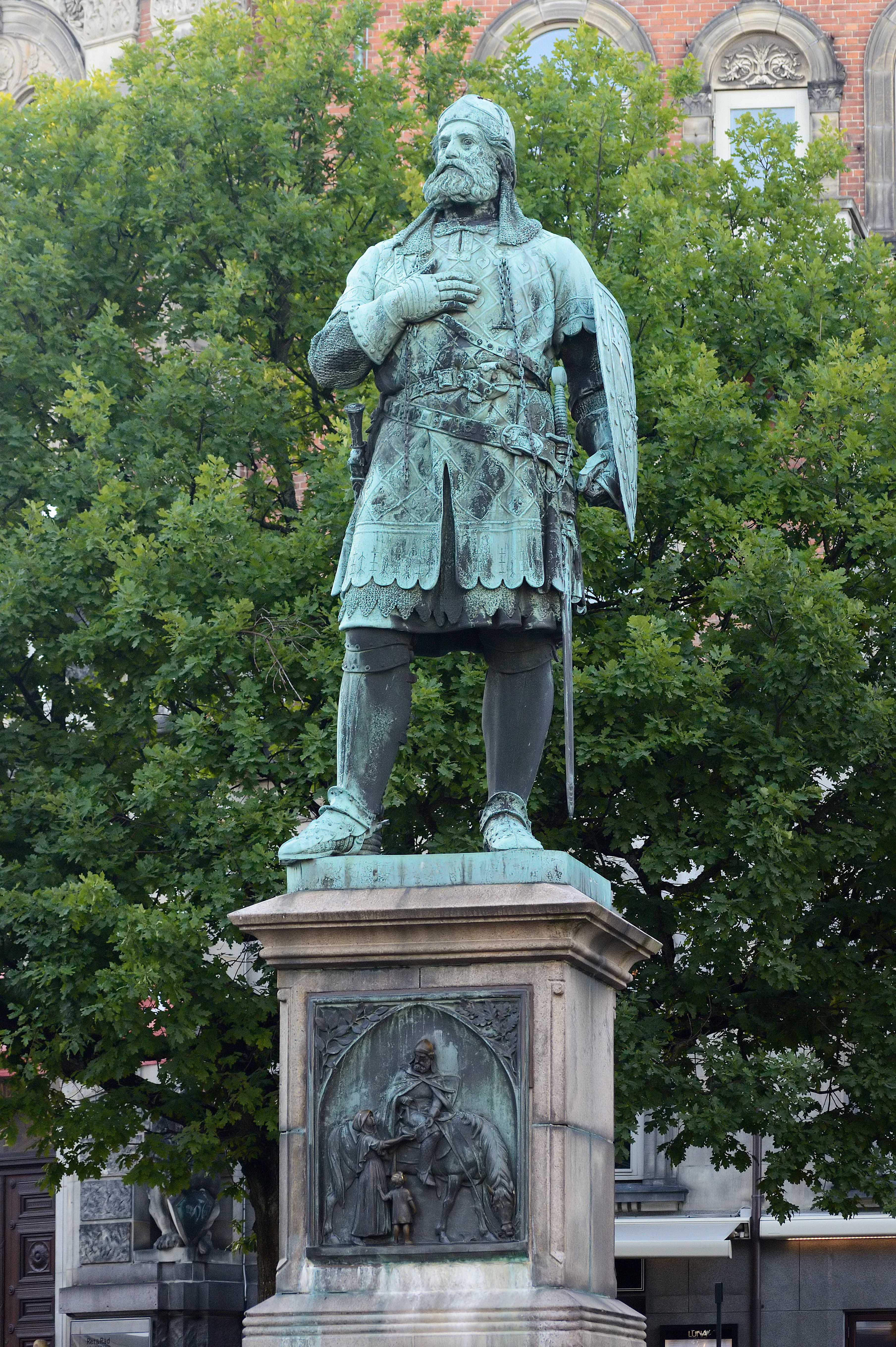
Niels Ebbesens Statue in Randers (1882)

Niels Ebbesen († Dezember 1340) war ein Angehöriger des jütischen Niederadels. Bekannt wurde er dadurch, dass er am 1. April 1340 in Randers den Grafen Gerhard von Holstein tötete. Der Schauenburger Graf war seinerzeit der mächtigste Mann im Königreich, da ihm ganz Jütland und Fünen verpfändet waren und der Herzog von Schleswig von ihm abhängig war. Ob seine Tat politisch motiviert war oder ob Ebbesen sich seines Steuerherrn entledigen wollte, kann nicht geklärt werden. Fest steht jedoch, dass der Tod des Holsteiner Grafen einen Wendepunkt in der Geschichte Dänemarks darstellte. Mit dem kurz darauf inthronisierten König Valdemar Atterdag begann ein neuer Aufschwung des Königreichs. Ebbesen selbst kam jedoch noch im Dezember desselben Jahres in einer Schlacht bei Skanderborg ums Leben.
In der Zeit des nationalen Konflikts zwischen Deutschen und Dänen ab Mitte des 19. Jahrhunderts wurde Niels Ebbesen zu einem Nationalhelden hochstilisiert. Dabei hatten die Machtränke zwischen den Holsteiner Grafen, den dänischen Königen und verschiedenen Adelsmännern im 14. Jahrhundert noch überhaupt keinen nationalen Charakter. Während der deutschen Besetzung Dänemarks im Zweiten Weltkrieg wurde der 600 Jahre zuvor verstorbene Niels Ebbesen zu einer Symbolfigur dänischen Widerstands gegen die Deutschen. Der national-konservative und später von der Besatzungsmacht ermordete Dichter-Pastor Kaj Munk widmete ihm das Schauspiel Niels Ebbesen, das während der Besatzungszeit nicht aufgeführt werden durfte.